# Granulit
A granulit olyan nagy fokú átalakuláson áteső, katametamorf kőzet, amely típusosan "granulit fáciesű" ásványegyüttesből áll (káliföldpát+szillimanit; káliföldpát+kordierit; káliföldpát+almandin együttes) és rendkívül "száraz" körülmények között keletkezik, azaz a hidroxil-mentes mafikus ásványok túlsúlyban vannak a hidroxil-tartalmú mafikus ásványokkal szemben. Az ortopiroxén mind a mafikus, mind a felzikus kőzetekben jellegzetes elegyrész. Az elnevezés nem használható a granulitfáciesű ultrabázisos-, mész-szilikát, kvarcit, márvány és Fe-gazdag kőzetekre. Leggyakoribb ásványos összetétele: gránát, piroxén, káliföldpát és kvarc. A granulit fácies névadó kőzettípusa. Szövete kis mértékben irányított, inkább véletlenszerű.
A granulit erős metamorfózis (p=5-10 kbar T= >700 °C) során képződő kőzet.